# 跳舞馬拉松

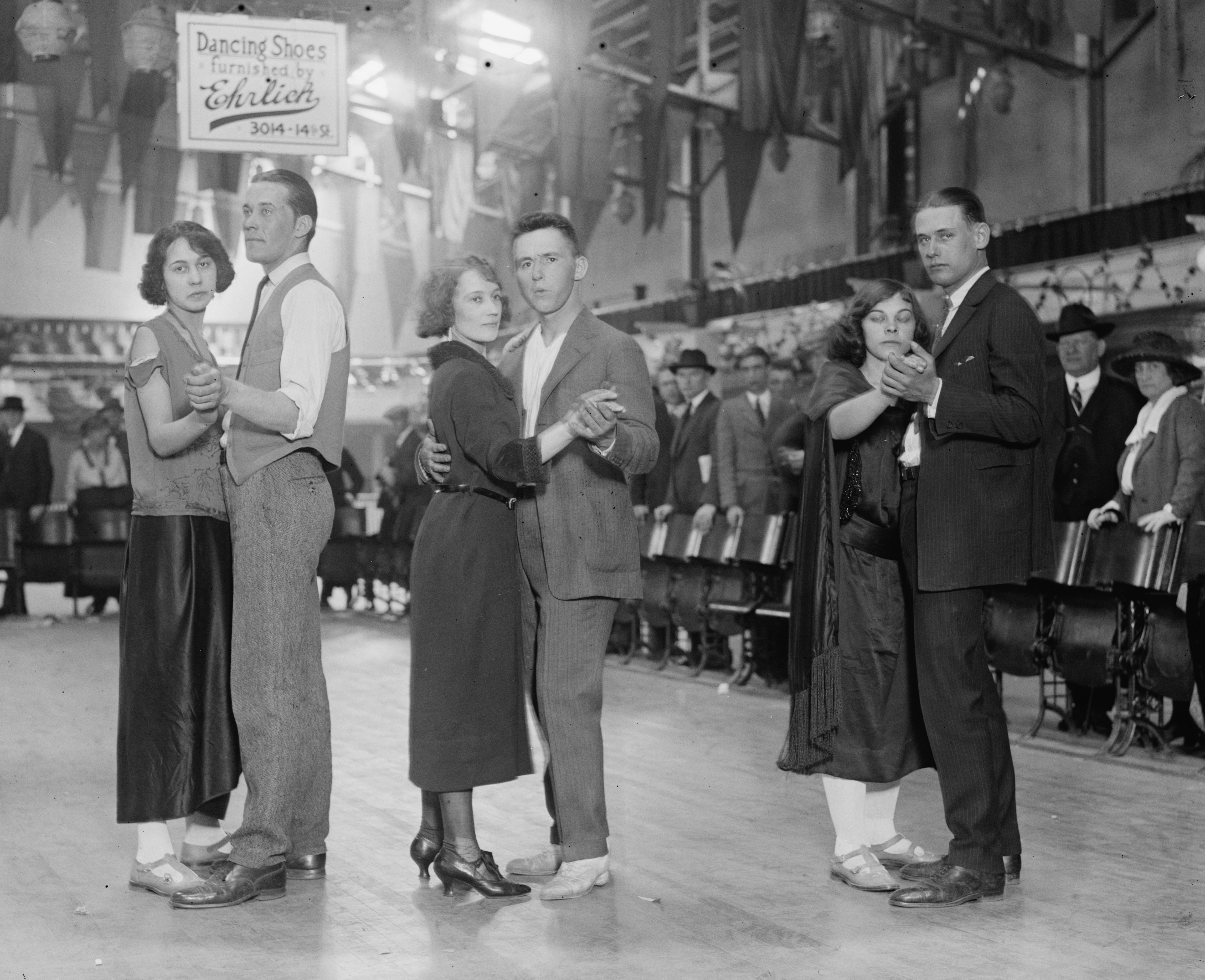
1923年舉行的跳舞馬拉松

跳舞馬拉松（英語：Dance Marathon）也稱為舞蹈馬拉松，是一種長時間連續跳舞的活動，興起於美國1920年代，而後於1930年代美國進入大蕭條後開始盛行。當時參賽者多生活窮困，靠著比對手跳得更久以贏得名聲和一筆獎金維持基本生計。現今，跳舞馬拉松已經轉型為慈善募款活動。

## 歷史
1923年，紐約舞蹈老師卡明斯（Alma Cummings）與六個男伴在曼哈頓上城的舞廳連跳27小時的華爾滋創下紀錄，不久各地都有人挑戰卡明斯的紀錄，正式開啟全美跳舞馬拉松風潮。
當時許多美國民眾生活在大蕭條中，生活很苦，因此跳舞馬拉松是一項很好的娛樂，因為它提供參賽者食物、住所和贏得獎金的機會，其中德維利耶（Callum DeVillier）曾經從12月跳到隔年6月連跳3,780個小時贏得「跳舞馬拉松世界冠軍」，但也發生過勞致死的案例，舉例來說，27歲的舞者莫爾豪斯（Homer Morehouse）在波士頓連跳了87個小時，最後精疲力竭在舞池中當場死亡。
1930年代末期隨著美國脫離大蕭條經濟重新蒸蒸日上，第二次世界大戰爆發，跳舞馬拉松跟著漸漸沒落，直到1990年成為慈善募款活動逐漸復甦。

## 規則
當時各地規則差別很大，雖然有部分跳舞馬拉松規定只要其中一位參賽者繼續跳舞，就會讓另一位睡覺，但常見規則要求參賽者不能入睡，而且參賽者只有在衛生或醫療需求、換衣服或其他類似情況才能離開舞池。通常，舞蹈馬拉松在整個比賽期間播放的音樂類型會持續改變，例如播放緩慢和樂觀的音樂，讓參賽者休息。. 同時比賽也允許觀眾花25美分進場觀看一場跳舞馬拉松比賽。

## 慈善活動
現在美國舉辦跳舞馬拉松的大學和高中超過250所，學生舉辦持續12到46小時不同形式的跳舞馬拉松，目的是為了募集善款捐助醫院或增進兒
童福利。這些學校包括：賓夕法尼亞州立大學、西南大學、印第安納大學、愛荷華大學和佛羅里達州立大學。